# Arosi
L’arosi est une langue parlée aux Salomon par 6 750 locuteurs dans le nord-ouest de Makira. Il appartient aux langues des Salomon du Sud-Est, une branche des langues océaniennes. Il a de nombreux dialectes, dont le wango. Il existe une division linguistique profonde entre le bauro et l’arosi.

## Écriture
Un alphabet basé sur l’écriture latine est utilisé pour écrire l’arosi. Le coup de glotte est indiqué à l’aide de l’apostrophe courbe ou  l’apostrophe droite.